# رابرت جان مک‌کارتی
رابرت جان مک‌کارتی (انگلیسی: Robert-Jon McCarthy؛ زادهٔ ۳۰ مارس ۱۹۹۴) دوچرخه‌سوار اهل استرالیا است.